# Chrystian II Oldenburg
Chrystian II (ur. 1 lipca 1481 w Nyborgu, zm. 25 stycznia 1559 w Kalundborgu) – król Danii i Norwegii 1513–1523 oraz Szwecji 1520–1521 z dynastii oldenburskiej.
Usiłował przywrócić władzę Danii nad Szwecją za pomocą terroru (Krwawa łaźnia sztokholmska), co jednak mu się nie udało. Prowadzona przez niego polityka centralizacyjna doprowadziła do jego obalenia. W trakcie próby odzyskania władzy został schwytany przez przeciwników i zmarł w niewoli.
W 1515 poślubił Izabelę Habsburżankę (1501–1526), córkę króla Kastylii i arcyksięcia austriackiego Filipa Pięknego (1478–1506) oraz królowej Kastylii Joanny Szalonej (1479–1555).